# Ley de Sturgeon
La ley de Sturgeon es un adagio derivado de una cita del escritor de ciencia ficción Theodore Sturgeon: "Nothing is always absolutely so", traducible por "Nada es siempre así en todo" o "No existe la absoluta verdad". 
Es comúnmente utilizado como introducción a la Revelación de Sturgeon, otro aforismo que dice que "el noventa por ciento de todo es basura" (versiones menos sutiles sustituyen la última palabra por "mierda"). 
La revelación de Sturgeon sustituye a la Ley de Sturgeon en el Oxford English Dictionary (OED). 

## Corolarios
La revelación de Sturgeon tiene los siguientes corolarios: 
1. La existencia de una enorme cantidad de basura en ciencia ficción es un hecho verificado y lamentable. Dicho esto, el hecho no es más pronunciado que la existencia de basura en todos lados.
2. La mejor ciencia ficción es tan buena como la mejor ficción en cualquier otro campo.